# 奇温顿
奇温顿（英語：Chivington） 是美国科羅拉多州凱厄瓦縣的一个非建制地區。其邮政服务点设立在附近的伊兹（邮政编码：81036）。